# Meißenheim
Meißenheim là một thị xã ở huyện Ortenau trong bang Baden-Württemberg nước Đức. Đô thị Meißenheim có diện tích 21,33 km².